# Limnophora pseudolispoides
Limnophora pseudolispoides este o specie de muște din genul Limnophora, familia Muscidae. A fost descrisă pentru prima dată de Peris în anul 1963.
Este endemică în Annobón. Conform Catalogue of Life specia Limnophora pseudolispoides nu are subspecii cunoscute.